# Municipio V (2001-2013)
Pour l’article homonyme, voir Municipio V (2013).

Localisation de l'ancien Municipio V sur la carte administrative de Rome avant 2013.

Le  Municipio V est une ancienne subdivision administrative de Rome qui était constituée de la partie nord-est de la ville.

## Historique
En mars 2013, il est remplacé par le nouveau Municipio IV sur le même territoire.

## Subdivisions
Il était composé des quartiers de : 
- Tiburtino (partiellement),
- Pietralata,
- Collatino, (partiellement),
- Ponte Mammolo,
- San Basilio

et des zones de :
- Settecamini,
- Tor Cervara (partiellement),
- Tor Sapienza (partiellement),
- Acqua Vergine (partiellement),
- Tiburtino (partiellement).

Il était également divisé en dix zones urbanistiques :
- 5A - Casal Bertone
- 5B - Casal Bruciato
- 5C - Tiburtino Nord
- 5D - Tiburtino Sud
- 5E - San Basilio
- 5F - Tor Cervara
- 5G - Pietralata
- 5H - Casal de' Pazzi
- 5I - Sant'Alessandrino
- 5L - Settecamini